# Сорж
Сорж (фр. Sorges) — бывшая коммуна на юго-западе Франции в департаменте Дордонь упразднённого административного региона Аквитания.
1 января 2016 года Сорж была объединена с Лигё в коммуну Сорж-э-Лигё-ан-Перигор (фр. Sorges-et-Ligueux-en-Périgord) региона Новая Аквитания.

## География
Входящая в состав агломерации Перигё коммуна Сорж расположена на севере департамента Дордонь. Минимальная высота местности, 120 метров, приходится на юго-восток коммуны. Максимальная высота, 216 метров, приходится на северо-запад и север её территории в районе La Kabylie.
На северо-западной окраине коммуны имеется высохшая канава, которая пересекает поля рядом с железнодорожной веткой Лимож—Перигё. Она напоминает о том, что в XIX веке, до строительства этой железной дороги, по территории коммуны протекал ручей Боронн.
Сорж расположен по прямой в 19 километрах северо-восточнее Перигё и в 12 километрах юго-западнее Тивье. Посёлок Сорж находится на пересечении национальной автотрассы 21 (фр.) и департаментских дорог 68, 74 и 106.

## Экономика
В 2007 году в Сорже работало одно предприятие — Sorges motoculture (ремонт машин и механического оборудования).

## Историческое наследие

### Достопримечательности
- Этномузей трюфеля, в состав которого входит собственно здание музея, а также тропинки поиска трюфелей[1]
- Церковь Святого Германа Осерского, романское здание XII века, перестроенное в XVI веке; с 1967 года объект внесён в дополнительный список Исторических памятников[2]
- Развалины шато Шабанн (фр. château des Chabannes), частная собственность. В начале XX века владелец шато Шабанн распорядился снести две башни. Одну из них перевезли в Витрак и снова подняли у главного жилого корпуса в замке Монфор.
- Усадьба Сорж, XVIII век, частная собственность.
- Усадьба Ла-Вижери, расположенная на границе между коммунами Сорж и Сарльяк-сюр-л'Иль, частная собственность

### Массовые мероприятия
- Ежегодно в январе в Сорже проходит праздник трюфеля (25-й раз в 2013 году[3])
- Ежегодно в начале сентября, начиная с 1970-х годов, в Сорже устраивается выставка собак

- Этномузей трюфеля
- Церковь Святого Германа Осерского в Сорже
- Усадьба Сорж